# Мадлен Баярд
Мадлен Вікторин Баярд (фр. Madeleine Victorine Bayard), в британських документах Мадлен Барклай (фр. Madeleine Barclay, 21 лютого 1911, Париж, Франція — 1 січня 1943 року, поблизу Азорських островів) — французька морячка, перший офіцер Жіночої королівської морської служби Великої Британії і агент Управління спеціальних операцій.

## Життєпис
Мадлен Баярд народилася в Парижі 21 лютого 1911 року. Мати: Адель Сюзанн Баярд. Батько невідомий. Часто зустрічається згадка прізвища Гекла в її родоводі, що дає припущення про те, що вона була нащадком або констебля Франції Бертрана Дюгеклена, або лицаря П'єра де Баярда. 
Відомості про її молодість досить мізерні: відомо, що в 1938 році вона проживала в Індокитаї, де вийшла заміж за місцевого землевласника (він був убитий під час повстання). Мадлен була арештована, але незабаром її звільнив її майбутній чоловік Клод Пері, офіцер ВМС Франції. Пізніше Мадлен перебралася служити на французьке торговельне судно «Рейн» за наполяганням Клода.
У 1940 році до Франції вторгся Вермахт. Війна торкнулася і «Рейна»: Клоду довелося взяти участь в бойових діях, підірвавши в порту Лас-Пальмас німецький корабель. Після капітуляції Франції «Рейн» вибрався в Гібралтар, а звідти добрався до одного з портів Уельсу, де був включений до складу КВМС Великої Британії під ім'ям HMS Fidelity. Весь екіпаж був зарахований до складу Королівського військово-морського флоту, а Баярд була прийнята в Жіночу допоміжну службу ВМС (спеціальний жіночий підрозділ КВМС) і отримала звання лейтенант-коммандера. У 1941 року вона закінчила спеціальні офіцерські курси в Королівському морському коледжі в Гринвічі. За пропозицією британців Мадлен стала розвідницею при Управлінні спеціальних операцій. Туди ж вирушив і Клод Пері.
У листопаді 1942 року після висадки американських частин в Північній Африці німці ввели війська на територію Вішистської Французької держави, тому довелося згорнути плани з висадки своїх агентів. Проте, було вирішено відправити «Фіделіті» на Далекий Схід. Мадлен була призначена офіцером щодо шифрування і дешифрування повідомлень, Клод був капітаном судна.
У ніч з 30 грудня 1942 на 1 січня 1943 корабель «Фіделіті» був атакований німецькими підводними човнами U-435 Зігфріда Штрелова і U-615 Ральфа Капіцкі. Кілька торпедних влучень призвели до затоплення корабля. Тіла членів екіпажу не вдалося знайти, і незабаром їх оголосили офіційно загиблими.
Мадлен Баярд була посмертно Нагороджена Зіркою 1939 — 1945 років, Французькою та Німецькою зіркою, а також Військовою медаллю 1939 — 1945 років.
У 2005 році була випущена книга про життя Клода і Мадлен Claude and Madeleine: A True Story of War, Espionage and Passion, автор — Едуард Марріотт.